# El fin de los inicuos
El fin de los inicuos es el tercer y último álbum de estudio de la banda argentina de heavy metal V8, publicado en 1986 por el sello discográfico Umbral.
Este trabajo fue reeditado en 1992 por el sello Radio Trípoli.
Este es el único disco de V8 con el baterista Adrián Cenci y el guitarrista Miguel Roldán.
El álbum no fue bien recibido debido al abundante contenido cristiano en sus letras, esto debido a la conversión al evangelismo del cantante Alberto Zamarbide y del guitarrista Miguel Roldán.

## Detalles
El disco fue grabado en septiembre de 1986 en los estudios Panda, de Buenos Aires, bajo el apoyo de la discográfica Umbral Discos, la cual cesaría actividades poco después.
Al encarar la producción de este álbum V8 venían de una ruptura de su formación clásica, tras el alejamiento del baterista Gustavo Rowek y el guitarrista Osvaldo Civile en 1985, a lo cual se sucedieron cambios en la alineación durante ese año, en el cual ingresa Adrián Cenci como baterista estable hasta 1987, año de la separación del grupo, grabando esta última producción en 1986. 

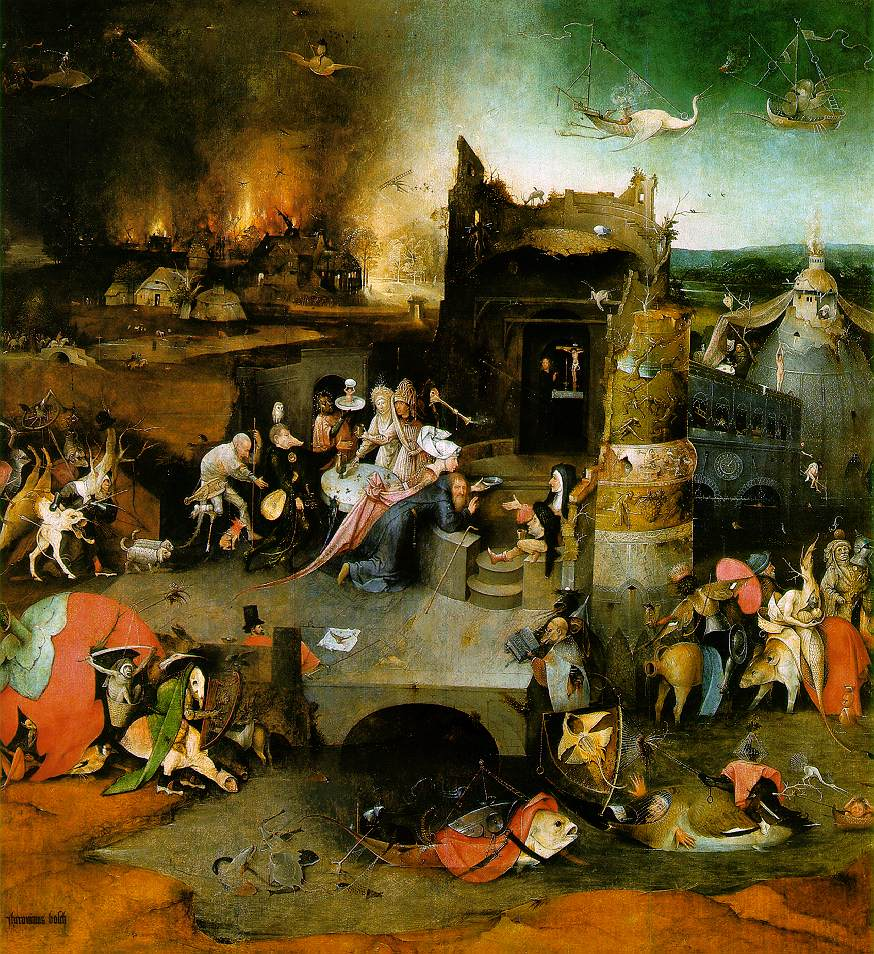
Panel central del óleo "Tríptico de las Tentaciones de san Antonio", de El Bosco, usado como portada del disco.

De la trilogía de V8, este álbum es el más controvertido, y el menos popular entre los fans, debido en parte a la ausencia de grandes canciones, y a la repentina orientación cristiana que tomó parte de la banda, y de la cual el disco en esencia se nutre (aunque no en su totalidad), lo cual queda claramente evidenciado en canciones como «Salmo N°58» (tomado de un salmo del Rey David) o «Trágico siglo».
No obstante el bajista Ricardo Iorio seguía siendo el principal compositor del grupo, y sus ideas, extraídas en ese momento de los postulados del culto espiritista Escuela Científica Basilio chocaban frontalmente con el ideario pentecostal de Zamarbide y Roldán (hacia mediados de los 80s el evangelismo estadounidense más típico comenzó a difundirse con fuerza en la -tradicionalmente católica- Argentina como una novedad, descollando el pastor Héctor Aníbal Giménez entre estos pioneros).
Paradójicamente la canción «La gran ramera», cuyo título se corresponde con un párrafo del Libro del Apocalipsis, fue compuesto por Iorio, aunque el bajista se refiere a la Iglesia católica.
En definitiva, las letras de varias canciones de Iorio fueron modificadas por Zamarbide y Roldán, adecuándolas a un contexto evangélico en la medida de lo posible, ejemplo de esto es la canción «Voy a enloquecer», compuesto por Iorio en 1979, la cual fue transformada en «No enloqueceré» (según Ana Mourín, expareja de Iorio en su libro "V8 un sentimiento", el tema fue modificado, en título y esencia, por Alberto Zamarbide). 
El intervenido proceso de composición que cambiaría la esencia de las letras, llevaría a Iorio a reclamar exclusividad lírica en su eventual proyecto Hermética.
A los conflictos internos del grupo en sí se sumaban los del sello discográfico Umbral, que estaba en una muy mala situación en 1986 (quebraría poco después), lo cual derivó en diversas desinteligencias en la edición: la primera tirada omitía un tema en la edición en cassette, mientras que en la versión del LP no se incluían las letras.
Tras la edición del álbum, que fue pobremente editado, distribuido y difundido, ya sin compañía discográfica, y ante las radicales diferencias ideológicas de sus miembros, V8 se disolvería poco después.

## Lista de canciones
* Todas las canciones compuestas por Ricardo Iorio, Alberto Zamarbide, Miguel Roldán y Adrián Cenci
Lado A
1. "La gran ramera"
2. "Ciega ambición"
3. "No enloqueceré"
4. "El vivo sustento del inquisidor"

Lado B
1. "Antes que los viejos reyes"
2. "Salmo N.º 58 (según "No destruyas" de David)"
3. "El fin de los inicuos"
4. "Trágico siglo"
5. "Reina ciega"

## Créditos
- Alberto Zamarbide - Voz
- Ricardo Iorio - Bajo
- Miguel Roldán - Guitarra
- Adrián Cenci - Batería

## Créditos de canciones
Todas por R.Iorio, excepto "No enloqueceré", "Trágico siglo" por Zamarbide y "Salmo N.º 58 (según "No destruyas" de David) por Zamarbide & Roldan.